# NK Slavonac Slatinik Drenjski
NK Slavonac je nogometni klub iz Slatinika Drenjskog u općini Drenje nedaleko Đakova u Osječko-baranjskoj županiji.
NK Slavonac je član Nogometnog središta Đakova te Nogometnog saveza Osječko-baranjske županije. U klubu treniraju trenutačno samo seniori i natječu se u 3. ŽNL Osječko-baranjska Liga NS Đakovo 

## Povijest
Klub je osnovan 1986. i do 2006. je nastupao u ligama NS Đakova, kada je stavljen u stanje mirovanja. Početkom 2020. na inicijativu mladeži iz sela klub je ponovno aktivan i nastupa. Trenutno domaće utakmice igraju u Preslatincima. U planu je u dogledno vrijeme izgradnja vlastitog nogometnog igrališta i pratećih prostorija kluba.

## Vanjske poveznice
- https://comet.hns-cff.hr/